# Pełczyn (Wołów)

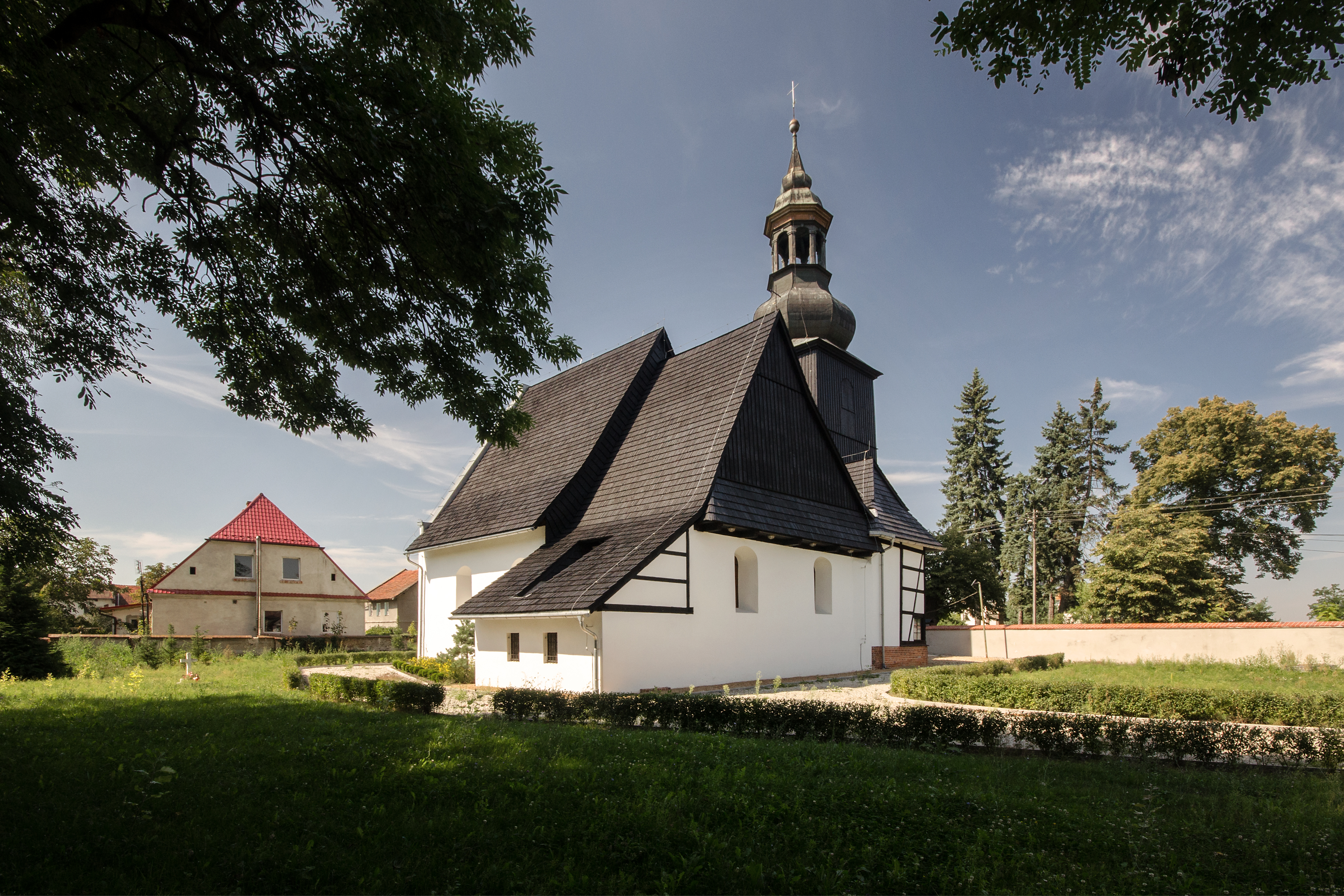
Kirche

Pełczyn (deutsch Polgsen, schlesisch Pulsen) ist ein Dorf in der Gemeinde Wołów (Wohlau) in der Woiwodschaft Niederschlesien in Polen.

## Lage
Der Ort liegt ca. 7,5 Kilometer nördlich von Wołów.

## Geschichte
Besitzer waren Anfang des 17. Jahrhunderts die Herren von Motschelnitz. An der ehemaligen evangelischen Pfarrkirche befinden sich die Grabsteine von Wilhelm von Motschelnitz und Polgsen († 1615) und seiner Frau Susanna geb. Rothkirch († 1609). Später gehörte Polgsen den Herren von Stensch und 1787 einer Gräfin von Golze. 1787 zählte das Dorf in zwei Anteile unterteilt:
1. Ober-Polgsen: ein herrschaftliches Schloss und Vorwerk, 17 Bauern, 18 Gärtner, ein Häusler, zwei Wassermühlen, eine Windmühle, zwei Gemeindehäuser. Zu dem Anteil gehörten die Jetschmühle und das Dorf Nixen mit einem Vorwerk, fünf Gärtner und einem Häusler.
2. Nieder-Polgsen: ein herrschaftliches Vorwerk, eine evangelische Kirche, ein Pfarr- und ein Schulhaus, 14 Gärtner, zwei Häusler, drei Wassermühlen, wozu die Neidmühle und die Trunkemühle gehörten, ein Gemeindehaus und 198 Einwohner.[2]

Polgsen gehörte bis 1945 zum Landkreis Wohlau. Als Folge des Zweiten Weltkriegs fiel Polgsen mit fast ganz Schlesien 1945 an Polen. Nachfolgend wurde es durch die polnische Administration in Pełczyn umbenannt. Die deutschen Einwohner wurden, soweit sie nicht schon vorher geflohen waren, vertrieben. Die neu angesiedelten Bewohner stammten teilweise aus Ostpolen, das an die Sowjetunion gefallen war.

## Sehenswürdigkeiten
- Kirche zur Heiligen Theresia vom Kinde Jesu, vor 1945 evangelisch